# Майкобе
Майкобе́ (каз. Майкөбе) — село у складі Баянаульського району Павлодарської області Казахстану. Входить до складу Майкаїнської селищної адміністрації.
Станом на 1999 рік село було частиною селища Шоптиколь і до 2017 року називалось ЦЕС, у радянські часи мало назву Селище ЦЕС.
Населення — 153 особи (2021; 283 у 2009).